# Firebrand (película de 2023)
Firebrand es una película dramática histórica de 2023 dirigida por Karim Aïnouz. Se estrenó en el Festival de Cine de Cannes 2023.

## Sinopsis
Se centra en Katherine Parr, la sexta y última esposa de Enrique VIII .

## Reparto
- Alicia Vikander como Katherine Parr
- Jude Law como Enrique VIII
- Sam Riley como Thomas Seymour
- Eddie Marsan como Edward Seymour
- Simon Russel Beale como Stephen Gardiner
- Erin Doherty como Anne Askew
- Ruby Bentall como Gato
- Bryony Hannah como Ellen
- Maia Jemmett como Dot
- Patsy Ferran como la princesa María
- Junia Rees como la princesa Isabel
- Hatty Heaney como Meredith
- Amr Waked como Dr. Mulay Al-Farabi

## Producción
La película se anunció durante el American Film Market de 2021. Karim Aïnouz estaba listo para dirigir, con Michelle Williams y Jude Law como protagonistas. En marzo de 2022, Alicia Vikander se unió al elenco, reemplazando a Williams. En mayo, Sam Riley, Eddie Marsan, Simon Russell Beale y Erin Doherty estaban entre el elenco adicional anunciado para la película.
El rodaje había comenzado en abril de 2022 y la producción se llevó a cabo en Haddon Hall en Bakewell, Derbyshire hasta junio.